# Acceso múltiple por división de espacio
El acceso múltiple por división de espacio (SDMA, del inglés Space Division Multiple Access) permite la multiplexación de las comunicaciones de varios usuarios que utilizan la misma zona espectral simultáneamente. Es una técnica utilizada en comunicaciones inalámbricas. Para evitar la interferencia de dichas comunicaciones, se utilizan sistemas de antenas directivas que permiten establecer diferentes canales radio independientes. Es habitual utilizar múltiples antenas en transmisión y recepción. Por este motivo, SDMA se asimila a los sistemas MU-MIMO (del inglés Multi-user MIMO) y esta segunda denominación se ha convertido en la dominante.
La utilización de SDMA permite mejorar la eficiencia espectral por unidad de superficie de los sistemas de telefonía móvil. Es decir, es posible transmitir más bits/s por cada hercio de ancho de banda utilizado y en cada km² de superficie cubierta. Antes de la llegada de los sistemas de telefonía móvil 5G, la estrategia habitual para mejorar dicha eficiencia era incrementar la densidad de estaciones base. Sin embargo, SDMA/MU-MIMO se considera una tecnología clave para los sistemas 5G. Especialmente, los sistemas con un número masivo de antenas.